# Simon de Montfort (mort en 1188)
Pour l’article homonyme, voir Simon de Montfort.
Simon de Montfort, mort en 1188, fut seigneur de Montfort-l'Amaury de 1181 à 1188.

## Biographie
Son père[réf. nécessaire] et son grand-père étaient tous les deux vassaux du roi de France pour Montfort et du duc de Normandie, c'est-à-dire du roi d'Angleterre pour Évreux. Comme ces deux rois étaient régulièrement en guerre, les Montfort se retrouvaient souvent dans une situation inconfortable, devant soutenir un de leurs suzerains et trahir l'autre. Simon III résolut le problème en léguant ses biens normands, dont le comté d'Évreux à son fils aîné Amaury V et ses biens français (Montfort-l'Amaury, Bréthencourt, Rochefort-en-Yvelines) à son second fils Simon. Mais le roi d'Angleterre garde une certaine influence, lui faisant épouser une noble anglaise.

## Mariage et enfants
Il épousa donc avant 1170, Amicie, fille de Robert III de Beaumont, comte de Leicester, et de Pernelle de Grandmesnil, et qui donnera naissance à[réf. nécessaire] :
- Simon IV (ou V) (mort en 1218), seigneur de Montfort, puis vicomte de Béziers et de Carcassonne et comte de Toulouse par la grâce de la conquête (Croisade des Albigeois) et du pape Innocent III ;
- Guy (mort en 1228), seigneur de Bréthencourt, puis de Castres-en-Albigeois, auteur d'une branche qui s'installera en Terre sainte ;
- Pétronille (morte en 1216), mariée à Barthélemy de Roye (mort en 1237), grand chambrier de France[2] ;
- Guiburge, mariée à Guy de Lévis.

Ce mariage apportera le comté de Leicester dans la famille, manquant de reproduire le problème de double suzeraineté.

## Sources
- Pierre Bauduin, La Première Normandie (Xe – XIe siècles), Caen, Presses Universitaires de Caen, 2004, 474 p. [détail des éditions] (ISBN 2-84133-145-8).
- Simon IV de Montfort, sur le site de la Foundation for Medieval Genealogy.